# Cirolana marosina
Cirolana (Anopsilana) marosina là một loài chân đều trong họ Cirolanidae. Loài này được Botosaneanu miêu tả khoa học năm 2003.